# Partei der Volkseinheit
Die Partei der Volkseinheit (arabisch حزب الوحدة الشعبية, DMG Ḥizb al-Waḥda aš-šaʿbiyya, französisch Parti de l’unité populaire, PUP) ist eine tunesische politische Partei, die im Januar 1981 gegründet wurde und aus der Bewegung der Volkseinheit von Ahmed Ben Salah entstanden ist.
Anerkannt am 19. November 1983, zählte sie nach der Parlamentswahl in Tunesien 2009 noch elf Vertreter in der Abgeordnetenkammer; sie hat an allen Parlamentswahlen seit 1986 teilgenommen. In der im Oktober 2011 gewählten Verfassunggebenden Versammlung ist die Partei nicht vertreten.
Mohamed Belhaj Amor repräsentierte die Partei der Volkseinheit bei der Präsidentschaftswahl 1999, wo er 0,31 % der Wählerstimmen erhielt. Die Partei stellte danach ihren Generalsekretär Mohamed Bouchiha auf, welcher 3,78 % der Stimmen bei den Wahlen 2004 und 5,01 % 2009 erhielt.
Die Partei der Volkseinheit bezeichnet sich als dem Sozialismus und dem arabischen Nationalismus verbunden, ist jedoch kein Mitglied der Sozialistischen Internationalen. Sie veröffentlicht ihre tägliche Parteizeitung auf Arabisch (al-Wahda).